# Ramón Hoyos
Ramón Hoyos Vallejo (26 de maio de 1932 — 19 de novembro de 2014) foi um ciclista de estrada colombiano. Representou seu país, Colômbia, no ciclismo nos Jogos Olímpicos de Verão de 1956 e 1960.